# Clytia hemisphaerica
Clytia hemisphaerica es una especie de Hydrozoa Cnidaria descrita por primera vez por Carl von Linné en 1767.  Clytia hemisphaerica pertenece al género Clytia en la familia Campanulariidae. No hay subespecies listadas en el Catalogue of Life.

## Galería

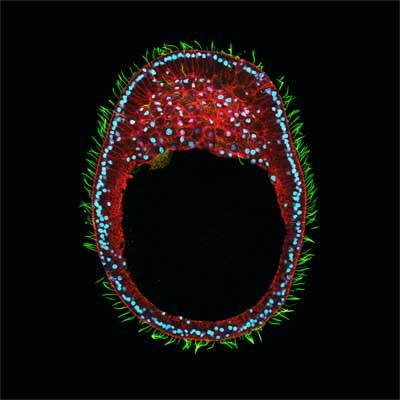
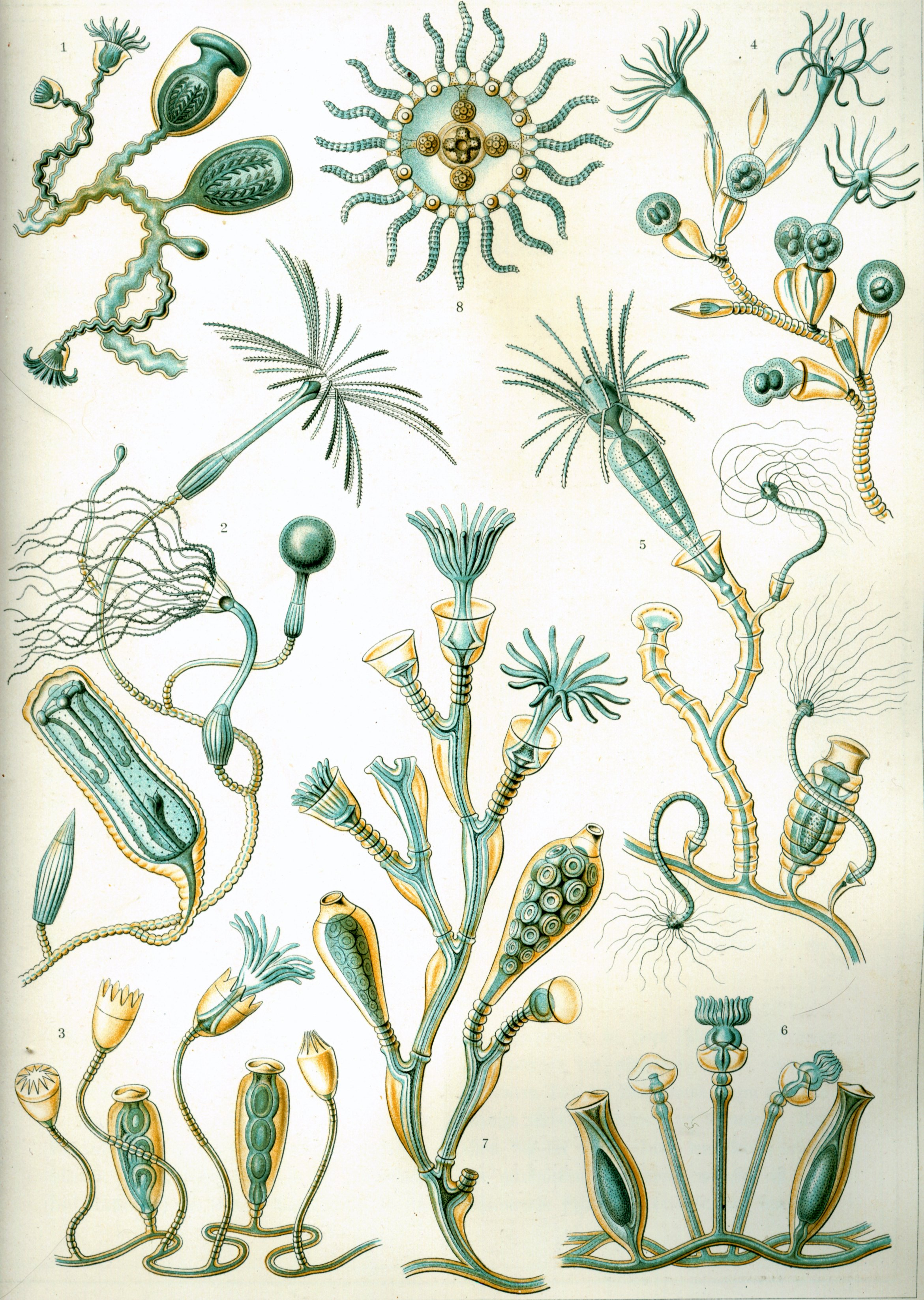